# J-HITS TOP 20
『J-HITS TOP 20』（ジェイヒッツ・トップ・トゥエンティー）は、FM802で生放送されているラジオ番組。『OSAKAN HOT 100』とともに、FM802のオフィシャルチャートの一つである。DJは樋口大喜。

## 概要
1995年4月に開始された、邦楽専門のカウントダウン番組。『Saturday Amusic Islands Afternoon Edition』に内包されている。
2016年3月までは、『SUNTORY J-HITS TOP 20』の名称で、サントリーの一社単独提供だった。14時前後には、DJ自らがサントリー製品を飲むコーナーや、ゲストにサントリー製品を差し入れするコーナーがあった。

## 放送時間
- 毎週土曜 13:00 - 14:55

タイムテーブル上は15:00までだが、「Headline News & Weather information」が入るため放送自体は14:55で終了する。

## 集計方法
2024年時点での集計方法は以下の通り。下記のポイントを基に番組内では上位20曲が発表される。
- タワーレコード梅田NU茶屋町店、なんばパークス店の音楽CDのセールスポイント
- Spotify大阪のチャートポイント
- 番組へのリクエストポイント
- FM802全番組での1週間のオンエアポイント

集計方法の違いから、『OSAKAN HOT 100』とはランキングが一致しないことが多い。異なる点は以下のとおり。
1. 邦楽のみである。（『OSAKAN-』は邦楽・洋楽混合）
2. CDセールスの集計方法が異なる。（『OSAKAN-』はタワーレコード全店舗のアルバムセールスポイント）
3. デジタル・ダウンロードデータが反映されない。（『OSAKAN-』では2008年10月よりポイントに加わった）
4. 『OSAKAN-』ではリクエストデータが反映されないが、『J-HITS TOP 20』では当コーナーのリクエストデータが反映される。

## コーナー
- WHAT’S THE TOP!
  - 過去のJ-HITS TOP20の1位の曲をクイズ形式で振り返る。
- 勝手にTOP3
  - アーティストがあるカテゴリについてのTOP3をクイズ形式で発表する。

## 主な記録
- 星野源「恋」…番組史上最高の12週連続1位を記録[1][2]。

## 年間チャート第1位獲得曲
| 年度   | 曲名                           | アーティスト名       | 脚注         |
| ------ | ------------------------------ | -------------------- | ------------ |
| 2011年 | モットー。                     | 阿部真央             | [ 3 ]        |
| 2012年 | 眠り姫                         | SEKAI NO OWARI       | [ 4 ]        |
| 2013年 | ミュージック                   | サカナクション       | [ 5 ]        |
| 2014年 | ひまわりの約束                 | 秦基博               | [ 6 ]        |
| 2015年 | シュガーソングとビターステップ | UNISON SQUARE GARDEN | [ 7 ]        |
| 2016年 | 前前前世                       | RADWIMPS             | [ 8 ]        |
| 2017年 | 恋                             | 星野源               | [ 9 ] [ 10 ] |
| 2018年 | ドラえもん                     | 星野源               |              |
| 2019年 | Pop Virus                      | 星野源               | [ 11 ]       |
| 2020年 | I LOVE...                      | Official髭男dism     |              |
| 2021年 | Universe                       | Official髭男dism     | [ 12 ]       |
| 2022年 | ミックスナッツ                 | Official髭男dism     | [ 13 ]       |
| 2023年 | アイドル                       | YOASOBI              | [ 14 ]       |